# Presbytère de Pizieux
L'ancien presbytère de Pizieux est un édifice situé à Pizieux, en France.

## Localisation
Le monument est situé dans le département français de la Sarthe, dans le petit bourg de Pizieux, face à l'église Saint-Rémy.

## Architecture
La porte du XVIIe siècle est inscrite au titre des Monuments historiques depuis le 20 janvier 1926.